# Else Husted Kjær
Else Husted Kjær (født i 1948 i Vemb, Jylland) er en dansk billedkunstner, maler, digter, poet og foredragsholder.
Efter bestået realeksamen tog Else Husted Kjær handelsskoleeksamen og kom dernæst i lære som defektricelærling (defektriceelev) på et apotek. Da hun efter tre år blev udlært som defektrice, søgte hun optagelse på Aarhus Universitet, hvor hun i fem år studerede litteraturhistorie – dog uden at færdiggøre sine studier.
Else Husted Kjær debuterede som kunstner i 1970, hvor hun udstillede sine kunstværker på Lemvig Museum og på Færøernes Kunstmuseum i Thorshavn. I 1988 fik Else Husted Kjær sin debut som digter med lp-albummet Folk og Fjord, som indeholdt 12 af hendes digte i viseform.
I dag driver Else Husted Kjær sit eget galleri kaldet Poesigaardens Galleri (eller blot Poesigaarden) i Vemb.

## Eksterne kilder, links og henvisninger
- Else Husted Kjærs hjemmeside Arkiveret 27. december 2007 hos  Wayback Machine
- Poesigaardens Galleris hjemmeside Arkiveret 14. september 2007 hos  Wayback Machine
- Foredragsportalens informationsside om Else Husted Kjær Arkiveret 12. september 2007 hos  Wayback Machine
- Informationsside om Else Husted Kjær Arkiveret 25. juli 2008 hos  Wayback Machine
- Lemvig.nu's informationsside om Else Husted Kjær Arkiveret 17. oktober 2007 hos  Wayback Machine

|  | Artiklen om Else Husted Kjær kan blive bedre, hvis der indsættes et (bedre) billede Du kan hjælpe ved at afsøge Wikimedia Commons for et passende billede eller uploade et godt billede til Wikimedia Commons iht. de tilladte licenser og indsætte det i artiklen. |